# 空見ゆき
空見 ゆき（そらみ ゆき、10月30日 - ）は、日本の女性声優。宮崎県出身。アクセント所属。
主な代表作に『Re:ステージ!プリズムステップ』（長谷川みい）などがある。

## 経歴
幼少期は富山県で過ごし、小学生の途中ごろに宮崎県に戻ってきている。学生時代はテニス部に所属し、中学・高校と九州大会の出場経験がある。
高校生時代に夢を考えるにあたって、顔出しせずに歌も歌え、元々好きだったアニメの仕事もできると思い、専門学校 東京声優・国際アカデミーの声優養成科に入学する。夢ならば「手が届かないくらいのほうがいい」と憧れもあったが、専門学校に行って演技を始めてから本気で声優を志すようになる。卒業後、81プロデュースの所属となった。2019年2月末に81プロデュースを退所し、フリーランスを経て、2019年7月1日付でアクセントに預かり所属となった。
2022年4月1日、Instagramで入籍を発表した。

## 人物
一見「おとなしくフワフワしてる」と思われがちだが、実際は「思ったことをはっきり言うほう」だとしている。家族からは芸人になることを勧められたこともある。
兄がおり、2021年現在は兄夫婦と甥っ子2人の5人で暮らしている。
趣味は作詞、歌、ハンドメイド、イラスト、料理、ショッピング、絵を描くこと、スイーツを片っ端から食べること、可愛いものを愛でることである。特技は音当て（絶対音感）、ハモリ、百人一首、一輪車、テニス、細かい作業である。資格は普通自動車免許、ビジネス検定3級。愛称は、「そらみぃ」、「そらみん」、「ゆきりん」。
好きな食べ物はイチゴ、さくらんぼ、トマト、プリン、アイス、ケーキ。特にイチゴはそのシルエットに関しても好きであり、グッズも多数所持している。なお、金属とアルコールにアレルギーを持っている。
2018年「アバローのプリンセス　エレナ」で共演した及川ナオキ、高坂宙、橋爪紋佳と共にイベント「Lazos de amistad」を開催。
2022年「Capitulo2 Lazos de amistad」が開催された。

## 出演
太字はメインキャラクター。

### テレビアニメ
2014年
- プリパラ（アイドル）
- 曇天に笑う（上林の娘、安倍蒼世〈幼少期〉、式神）

2016年
- それいけ!サブイボマスク（女性）

2017年
- Spiritpact（花羽）
- リトルウィッチアカデミア（生徒）
- アイカツスターズ!（広報）
- URAHARA（お客）

2018年
- SPIRITPACT -黄泉の契り-（花羽）
- かみさまみならい ヒミツのここたま（スーイ）
- キラキラハッピー★ ひらけ!ここたま（まりな）

2019年
- Re:ステージ! ドリームデイズ♪（長谷川みい）

### 劇場アニメ
- すずめの戸締まり（2022年）

### OVA
- 12歳。（2014年、女子B） - 『ちゃお』2014年8月号付録

### ゲーム
2014年
- 俺タワー -Over Legend Endless Tower-（金鎚、三角やすり、シールドマシン、ポリッシャー、風の大精霊、秩序の姫、スクリュー式アスカーバ）
- 百女神ばすたぁ〜ず（マーニャ、クロロス）

2015年
- クロノスブレイド（ヴィーナス）
- 戦国姫譚MURAMASA-雅-（里見義堯）

2016年
- 逆転オセロニア（バステト）
- 戦国アスカZERO（徳川家康、珠姫）
- クイズRPG 魔法使いと黒猫のウィズ（メティース・ルタン、レメモ・ビブリ）

2017年
- Re:ステージ!プリズムステップ（長谷川みい）

2020年
- 戦国RENKA ズーム！（長宗我部元親、徳川家康、猿飛佐助）

### 吹き替え

#### 映画
- バック・トゥ・ザ・フューチャー PART2 ※BSジャパン版

#### ドラマ
- ザ・ミドル 中流家族のフツーの幸せ（コリー）

#### アニメ
- アバローのプリンセス エレナ （イザベル、カルメン〈幼少期〉）
- おっはよー!アンクルグランパ（クリスティーナ）
- カンフー・パンダ2（チャン）
- ザ・スーパーマリオブラザーズ・ムービー
- ちいさなプリンセス ソフィア（リリー）
- てのひらヒーロー アトミック・パペット（アビー）
- ライオン・ガード（モトト）

### 舞台
- Stray Sheep Paradise（2018年12月12日 - 16日、俳優座劇場） - ユズ 役[17]

### ラジオ
※はインターネット配信。
- Re:ステージ! 〜ラジオのれんしゅう〜（2015年 - 2016年、音泉※）※回替わりパーソナリティ[18]
- Re:ステージ! キラリン☆らじお（2016年 - 2017年、ニコニコ生放送※・音泉※）※回替わりパーソナリティ
- Re:STAGE! ch.〜リメンバーズRADIO〜（2017年 -   2018年、音泉※）※回替わりパーソナリティ

### ラジオCD
- ラジオCD Re:ステージ! 〜ラジオのれんしゅう〜 Vol.1[19]

### インターネットテレビ
※はインターネット配信。
- Re:ステージ! 〜ニコ生のれんしゅう〜（2015年 - 2016年、ニコニコ生放送※）※回替わりパーソナリティ[18]
- Re:ステージ! キラリン☆ニコ生（2016年 - 2017年、ニコニコ生放送※）※回替わりパーソナリティ
- Re:STAGE! ch〜リメンバーズTV〜（2017年 - 2018年、YouTubeLIVE※）※回替わりパーソナリティ
- Re:STAGE! PARTY!!~○○ side～（2018年 - 2019年、YouTubeLIVE※）※回替わりパーソナリティ
- Re:ステージ！ ドリームデイズ♪生放送「KiRaRe ○○」 （2019年 - 2019年、YouTubeLIVE※）※回替わりパーソナリティ
- Re:ステージ！ Chain Of ○○ （2019年 - 2021年、YouTubeLIVE※）※回替わりパーソナリティ

### 個人配信
- 空見ゆきの！すきあらば〇〇（2020年 - 2020年、Pococha）※不定期配信

### その他コンテンツ
- がっきをつくろう/がっきであそぼう（うたのおねえさん）
- マルコメ hacco（ナレーション）
- マイナちゃん（マイナンバーカード公式キャラクター）  ※動画によって声優が異なり、一部の動画のみ担当[20]
- e431 (ラジオCM)

## ディスコグラフィ

### キャラクターソング
| 発売日   | 商品名                                                     | 歌                       | 楽曲                                                                             | 備考                                                            |
| 2016年   | 2016年                                                     | 2016年                   | 2016年                                                                           | 2016年                                                          |
| -------- | ---------------------------------------------------------- | ------------------------ | -------------------------------------------------------------------------------- | --------------------------------------------------------------- |
| 3月16日  | Startin' My Re:STAGE!!                                     | KiRaRe                   | 「Startin' My Re:STAGE!!」                                                       | 『Re:ステージ！』関連曲                                         |
| 8月17日  | リメンバーズ！                                             | KiRaRe                   | 「リメンバーズ！」 「君に贈るAngel Yell」                                        | 『Re:ステージ！』関連曲                                         |
| 2017年   |                                                            |                          |                                                                                  |                                                                 |
| 1月18日  | 憧れFuture Sign                                            | KiRaRe                   | 「憧れFuture Sign」 「夏の約束」                                                 | 『Re:ステージ！』関連曲                                         |
| 5月17日  | キラリズム                                                 | KiRaRe                   | 「Do it!! PARTY!!」 「GROWING!!」 「キライキライCЯY」 「ク・ルリラビー」         | 『Re:ステージ！』関連曲                                         |
| 12月20日 | 宣誓センセーション                                         | KiRaRe                   | 「宣誓センセーション」 「WINTER JEWELS」                                         | 『Re:ステージ！』関連曲                                         |
| 2018年   |                                                            |                          |                                                                                  |                                                                 |
| 8月22日  | 367Days                                                    | KiRaRe                   | 「367Days」 「冒険トラベラー」                                                   | 『Re:ステージ！』関連曲                                         |
| 11月14日 | アバローのプリンセス・エレナ サウンドトラック にほんごうた | ヴァリアス・アーティスト | 「仲良しきょうだい」 「パズルと思えば」                                          | 『アバローのプリンセス・エレナ』関連曲                          |
| 2019年   |                                                            |                          |                                                                                  |                                                                 |
| 3月27日  | ハッピータイフーン                                         | KiRaRe                   | 「ハッピータイフーン」 「ステレオライフ」                                        | 『Re:ステージ！』関連曲                                         |
| 7月24日  | Don't think,スマイル!!                                     | KiRaRe                   | 「Don't think,スマイル!!」                                                       | テレビアニメ『Re:ステージ！ ドリームデイズ♪』オープニングテーマ |
| 7月24日  | Don't think,スマイル!!                                     | KiRaRe                   | 「憧れFuture Sign (Piano Strings Arrange)」                                      | テレビアニメ『Re:ステージ！ ドリームデイズ♪』関連曲             |
| 8月21日  | ひと夜ひと夜にひとりごと/For you! For みい！               | 長谷川みい（空見ゆき）   | 「For you! For みい！」                                                          | テレビアニメ『Re:ステージ！ ドリームデイズ♪』挿入歌             |
| 10月2日  | DRe:AMER                                                   | KiRaRe                   | 「キラメキFuture」 「OvertuRe:」                                                 | テレビアニメ『Re:ステージ！ ドリームデイズ♪』挿入歌             |
| 10月2日  | Re:ステージ！ ドリームデイズ♪ BD・DVD第1巻 きゃにめ特典CD  | KiRaRe                   | 「宣誓センセーション -4sk Remix-」 「ハッピータイフーン -DJ WILDPARTY Remix-」   | テレビアニメ『Re:ステージ！ ドリームデイズ♪』関連曲             |
| 10月23日 | Re:ステージ！ ドリームデイズ♪ BD・DVD第2巻 きゃにめ特典CD  | KiRaRe                   | 「Startin' My Re:STAGE!! -KO3 Remix-」 「Don't think,スマイル!! -PSYQUI Remix-」 | テレビアニメ『Re:ステージ！ ドリームデイズ♪』関連曲             |
| 2020年   |                                                            |                          |                                                                                  |                                                                 |
| 12月16日 | Chain of Dream                                             | KiRaRe                   | 「We Remember」                                                                  | 『Re:ステージ！』関連曲                                         |
| 2021年   |                                                            |                          |                                                                                  |                                                                 |
| 3月17日  | Re:STAGE! THE BEST                                         | Re:STAGE! ALL IDOL       | 「私たち、四季を遊ぶんです!!」                                                   | 『Re:ステージ！』関連曲                                         |
| 2022年   |                                                            |                          |                                                                                  |                                                                 |
| 8月5日   | Ideal/Idol                                                 | KiRaRe                   | 「Ideal/Idol」                                                                   | 『Re:ステージ！』関連曲                                         |
| 2024年   |                                                            |                          |                                                                                  |                                                                 |
| 4月1日   | Refrain                                                    | KiRaRe                   | 「Dramatic Echoes」                                                              | 『Re:ステージ！』関連曲                                         |

### ユニットメンバー
1. 1 2 3 4 5 6 7 8  式宮舞菜（牧野天音）、月坂紗由（鬼頭明里）、市杵島瑞葉（田澤茉純）、柊かえ（立花芽恵夢）、本城香澄（岩橋由佳）、長谷川みい（空見ゆき）
2. ↑  式宮舞菜（牧野天音）、月坂紗由（鬼頭明里）、市杵島瑞葉（田澤茉純）、柊かえ（立花芽恵夢）、本城香澄（岩橋由佳）、長谷川みい（空見ゆき）、伊津村紫（小澤亜李）、伊津村陽花（嶺内ともみ）、式宮碧音（髙橋ミナミ）、一条瑠夏（諏訪彩花）、岬珊瑚（田中あいみ）、白鳥天葉（日岡なつみ）、帆風奏（阿部里果）、緋村那岐咲（長妻樹里）、坂東美久龍（山田奈都美）、西館ハク（佐藤実季）、南風野朱莉（高柳知葉）、城北玄刃（西田望見）